# Amerykański ninja
Amerykański ninja (ang. American Ninja) – amerykański film sensacyjny z 1985 roku

## Fabuła
Joe Armstrong jest żołnierzem amerykańskiej armii stacjonującej w bazie na Filipinach. Pewnego dnia jego oddział eskortuje konwój z zaopatrzeniem dla bazy. Konwój zostaje zaatakowany przez wojowników Ninja. Joe, będący mistrzem sztuk walki, odpiera atak. Jednak jego bohaterski czyn wywołuje wściekłość dowódcy, pułkownika Hickocka, który był zleceniodawcą najemników. Postanawia zemścić się na nim...

## Obsada
- Michael Dudikoff – Joe Armstrong
- Steve James – Curtis Jackson
- Judie Aronson – Patricia Hickock
- Guich Koock – Pułkownik Hickock
- John Fujioka – Shinyuki
- Don Stewart – Ortega
- John LaMotta – Rinaldo
- Tadashi Yamashita – Ninja Czarnej Gwiazdy
- Tony Carreon – Starszy Kolumbijczyk
- Roi Vinzon – Młodszy Kolumbijczyk